# Формула 1 — сезона 2021
Сезона 2021 формуле 1 јесте 72. сезона светског шампионата формуле 1 под окриљем Фија. Шампионат је трајао двадесет две Велике награде и одржан је широм света. Возачи и тимови су се такмичили за титуле светског шампиона у возачима и светског шампиона у конструкторима.
Макс Верстапен из Ред бул рејсинг-Хонда освојио је шампионат возача по први пут у каријери. Верстапен је постао први холандски возач, са Хондиним мотором од 1991. године, и први не-Мерцедесов возач у турбо-хибридној ери који је освојио светски шампионат. Четвороструки бранилац и седмоструки шампион Луис Хамилтон из Мерцедеса завршио је као другопласирани. Мерцедес је осму узастопну сезону освојио конструкторски шампионат.

## Тимови и возачи
Следећи тимови и возачи се такмиче:
| тим                         | конструктор  | погонска јединица | шасија | број возача | возачи           | трке      |
| --------------------------- | ------------ | ----------------- | ------ | ----------- | ---------------- | --------- |
| Мерцедес АМГ Петронас       | Мерцедес     | Мерцедес          | W12    | 44          | Луис Хамилтон    | све       |
| Мерцедес АМГ Петронас       | Мерцедес     | Мерцедес          | W12    | 77          | Валтери Ботас    | све       |
| Ред бул рејсинг Хонда       | Ред Бул      | Хонда             | RB16B  | 11          | Серхио Перез     | све       |
| Ред бул рејсинг Хонда       | Ред Бул      | Хонда             | RB16B  | 33          | Макс Верстапен   | све       |
| Макларен                    | Макларен     | Мерцедес          | MCL35M | 3           | Данијел Рикардо  | све       |
| Макларен                    | Макларен     | Мерцедес          | MCL35M | 4           | Ландо Норис      | све       |
| Астон Мартин Когнизант      | Астон Мартин | Мерцедес          | AMR21  | 5           | Себастијан Фетел | све       |
| Астон Мартин Когнизант      | Астон Мартин | Мерцедес          | AMR21  | 18          | Ланс Строл       | све       |
| Алпин                       | Алпин        | Рено              | A521   | 14          | Фернандо Алонсо  | све       |
| Алпин                       | Алпин        | Рено              | A521   | 31          | Естебан Окон     | све       |
| Скудерија Ферари Мишн винау | Ферари       | Ферари            | SF21   | 16          | Шарл Леклер      | све       |
| Скудерија Ферари Мишн винау | Ферари       | Ферари            | SF21   | 55          | Карлос Саинз     | све       |
| Скудерија Алфа Таури Хонда  | Алфа Таури   | Хонда             | AT02   | 10          | Пјер Гасли       | све       |
| Скудерија Алфа Таури Хонда  | Алфа Таури   | Хонда             | AT02   | 22          | Јуки Цунода      | све       |
| Алфа Ромео рејсинг Орлен    | Алфа Ромео   | Ферари            | C41    | 7           | Кими Рејкенен    | 1-12, 15- |
| Алфа Ромео рејсинг Орлен    | Алфа Ромео   | Ферари            | C41    | 99          | Антонио Ђовинаци | све       |
| Алфа Ромео рејсинг Орлен    | Алфа Ромео   | Ферари            | C41    | 88          | Роберт Кубица    | 13-14     |
| Уралкали Хас                | Хас          | Ферари            | VF-21  | 9           | Никита Мазепин   | све       |
| Уралкали Хас                | Хас          | Ферари            | VF-21  | 47          | Мик Шумахер      | све       |
| Вилијамс рејсинг            | Вилијамс     | Мерцедес          | FW43B  | 6           | Николас Латифи   | све       |
| Вилијамс рејсинг            | Вилијамс     | Мерцедес          | FW43B  | 63          | Џорџ Расел       | све       |

## Промене у тимовима
- Рејсинг Појнт је променио име тима у Астон Мартин.
- Тим Реноа од ове сезоне се зове Алпин.
- Серхио Перез је заменио Александера Албона у Ред булу.
- Данијел Рикардо је нови возач Макларена.
- Себастијан Фетел се после 6 сезона у Ферарију преселио у Астон Мартин.
- Фернандо Алонсо се после две сезоне паузе вратио у најбржи циркус и возиће за Алпин.
- Карлос Саинз је из Макларена прешао у Ферари.
- Јуки Цунода је нови возач Алфа Таурија.
- Никита Мазепин и Мик Шумахер, син седмоструког шампиона Михаела Шумахера су нови возачи Хаса.

## Календар
| Редни број | Велика награда                             | Стаза                                        | Датум         |
| ---------- | ------------------------------------------ | -------------------------------------------- | ------------- |
| 1          | Велика награда Бахреина                    | Међународна стаза Бахреин, Сакир             | 28. март      |
| 2          | Велика награда Емилије Ромање              | Аутомобилска стаза Енцо и Дино Ферари, Имола | 18. април     |
| 3          | Велика награда Португала                   | Међународни аутодром Алгарве, Портимао       | 2. мај        |
| 4          | Велика награда Шпаније                     | Стаза Барселона-Каталуња, Монтмело           | 9. мај        |
| 5          | Велика награда Монака                      | Стаза у Монаку, Монте Карло                  | 23. мај       |
| 6          | Велика награда Азербејџана                 | Градска стаза Баку, Баку                     | 6. јун        |
| 7          | Велика награда Француске                   | Стаза Пол Рикар, Кастеле                     | 20. јун       |
| 8          | Велика награда Штајерске                   | Ред бул ринг, Шпилберг                       | 27. јун       |
| 9          | Велика награда Аустрије                    | Ред бул ринг, Шпилберг                       | 4. јул        |
| 10         | Велика награда Велике Британије            | Силверстоун стаза, Силверстоун               | 18. јул       |
| 11         | Велика награда Мађарске                    | Хунгароринг, Будимпешта                      | 1. август     |
| 12         | Велика награда Белгије                     | Спа-Франкошан, Ставелот                      | 29. август    |
| 13         | Велика награда Холандије                   | Зандворт стаза, Зандворт                     | 5. септембар  |
| 14         | Велика награда Италије                     | Национални аутодром Монца, Монца             | 12. септембар |
| 15         | Велика награда Русије                      | Аутодром Сочи, Сочи                          | 26. септембар |
| 16         | Велика награда Турске                      | Истанбул Парк, Истанбул                      | 10. октобар   |
| 17         | Велика награда Сједињених Америчких Држава | Стаза Америка, Остин                         | 24. октобар   |
| 18         | Велика награда Мексика                     | Аутодром Херманос Родригез, Сијудад Мексико  | 7. новембар   |
| 19         | Велика награда Бразила                     | Интерлагос стаза, Сао Пауло                  | 14. новембар  |
| 20         | Велика награда Катара                      | Међународна стаза Лосаил, Лусаил             | 21. новембар  |
| 21         | Велика награда Саудијске Арабије           | Џеда Корнич стаза, Џеда                      | 5. децембар   |
| 22         | Велика награда Абу Дабија                  | Јас Марина стаза, Абу Даби                   | 12. децембар  |

### Проширење календара и промене од 2020. до 2021.
Либерти Медија, носиоци комерцијалних права у спорту, најавили су да ће бити простора да се календар за 2021. прошири изван планираних двадесет две трке календара за 2020. Спортски прописи су измењени и допуњени за максимално двадесет пет награда годишње.
- Велика награда Португала на Међународном аутодрому Алгарве у Портимау, која је првобитно била намењена једнократном повратку 2020. године, била је треће трка првенства.

- Велика награда Штајерске на Ред бул рингу у Шпилбергу, која је првобитно била замишљена као једнократна трка 2020. године, била је осма рунда шампионата, што значи да ће стаза другу сезону одржавати две трке узастопно.

- Велика награда Холандије је враћена, док се трка одржавала на Зандворт стази. Трка је обележила први пут да се ВН Холандије вози од 1985. Велика награда Холандије била је уврштена у календар 2020. године, али је отказана као одговор на пандемију КОВИД-19.
- Велика награда Катара требало би да дебитује, а трка ће се одржати на Међународној стази Лосаил, месту где се од 2004. одржава Велика награда Катара у мотоциклизму.[4] Такође су откривени даљи планови да се Велика награда уврсти у календар на 10-годишњи уговор од 2023. године па надаље на новој наменски изграђеној стази.[5] Трка би требало да се одржи ноћу, што је треће место где ће се одржати ноћна трка после Велике награде Сингапура и Бахреина.

- Велика награда Саудијске Арабије требало би да дебитује, са ноћном трком која ће се одржати на привременом тркалишту у граду Џеда. Јавно су објављени и даљи планови за премештање Велике награде у Кидију 2023. Трка ће се одржати ноћу, треће место које ће угостити ноћну трку после Велике награде Сингапура и Бахреина.

- Велика награда Вијетнама би дебитовала, а трка је требало да се одржи у главном граду Ханоју на стази Ханој. Велика награда Вијетнама била је уврштена у календар 2020. године, али је отказана као одговор на пандемију ковид 19. Велика награда избачена је из календара за 2021. годину због хапшења под оптужбом за корупцију бившег председника Ханоја, кључног званичника одговорног за организацију трке.

Планиране су даље промене календара након прекида првенства 2020. изазваног пандемијом ковид 19:
- Велика награда Азербејџана и Монака вратила се у календар. Ове Велике награде су уклоњене из регуларног распореда за 2020. због логистичких потешкоћа повезаних са успостављањем уличне стазе у кратком року.

- Враћене су и ВН Бразила, Француске и Сједињених Држава. Трке 2020. године, заједно са дебитантом за Велику награду Мексико Ситија, отказане су због пандемије. Велика награда Бразила ће бити преименована у Велику награду Сао Паула због поштовања повећане укључености локалних власти.

- 70. годишњица, Ајфела, Сакира и Велика награда Тоскане нису укључене у списак планираних трка 2021. године. Ове Велике награде су посебно уведене у календар 2020. године као одговор на пандемију ковид 19, како би се осигурало одржавање што већег броја трка.

Такође је објављено да је Либерти Медија постигла начелни договор са организаторима трке да буде домаћин друге трке у Сједињеним Државама. Представљени су планови за одржавање трке на стази у Мајами Гарденс. Други предлог за премештање Велике награде Бразила из Сао Паула на нову стазу у Рио де Жанеиру је такође отказана.

### Календар се мења због пандемије ковид 19
Оригинални календар који је одобрила ФИ -ин савет за аутомобилски спорт укључивао је Велику награду Кине, која је требало да се одржи 11. априла. Међутим, догађај је одложен због ограничења путовања повезаних са пандемијом ковид 19. Велика награда Емилије Ромање на Аутодрому Ензо и Дино Ферари у Имоли, која је првобитно била замишљена као једнократна Велика награда 2020. године, задржана је на свом месту. Осим тога, Велика награда Аустралије, која је требало да се одржи 21. марта као инаугурална Велика награда шампионата, одложена је за 21. новембар због пандемије. Датуми за доделу Велике награде у Сао Паулу, Саудијској Арабији и Абу Дабију су промењени како би се ово прилагодило.
Дана 28. априла 2021. Велика награда Канаде отказана је другу годину заредом због пандемије ковид 19 и замењена је Великом наградом Турске, која је првобитно имала за циљ једнократни повратак 2020.
Дана 14. маја 2021. Велика награда Турске одложена је због ограничења путовања из Турске које је увела британска влада. Као резултат тога, Велика награда Француске померена је за недељу дана напред, а Велика награда Штајерске, која је првобитно требало да буде једнократна трка 2020. године, додата је у календар уместо ње.
Дана 4. јуна 2021. Велика награда Сингапура, која је првобитно требало да се одржи 3. октобра, отказана је због сталних безбедносних и логистичких брига изазваних пандемијом ковид 19, а замењена је Великом наградом Турске.
Дана 6. јула 2021. Велика награда Аустралије отказана је другу годину заредом због ниске стопе вакцинације и ограничења путовања у Викторији.
Дана 18. августа 2021. Велика награда Јапана отказана је другу годину заредом због пандемије ковид 19. Календар трка поново је измењен 28. августа, који се састоји од двадесет и две трке, а Велика награда Турске, Мексио-Ситија и Сао Паула померена је недељу дана касније, а рунда у којој је отказана Велика награда Аустралије требало да се одржи остала је празна како би је заменили, и потврду да Велика награда Јапана неће бити замењена.
Дана 30. септембра 2021. објављена је нова Велика награда Катара уместо отказане Велике награде Аустралије.

## Резултати и пласман
| Број | Трка                             | Пол позиција   | Најбржи круг    | Победник        | Конструктор |
| ---- | -------------------------------- | -------------- | --------------- | --------------- | ----------- |
| 1    | Велика награда Бахреина          | Макс Верстапен | Валтери Ботас   | Луис Хамилтон   | Мерцедес    |
| 2    | Велика награда Емилије Ромање    | Луис Хамилтон  | Луис Хамилтон   | Макс Верстапен  | Ред бул     |
| 3    | Велика награда Португала         | Валтери Ботас  | Валтери Ботас   | Луис Хамилтон   | Мерцедес    |
| 4    | Велика награда Шпаније           | Луис Хамилтон  | Макс Верстапен  | Луис Хамилтон   | Мерцедес    |
| 5    | Велика награда Монака            | Шарл Леклер    | Луис Хамилтон   | Макс Верстапен  | Ред бул     |
| 6    | Велика награда Азербејџана       | Шарл Леклер    | Макс Верстапен  | Серхио Перез    | Ред бул     |
| 7    | Велика награда Француске         | Макс Верстапен | Макс Верстапен  | Макс Верстапен  | Ред бул     |
| 8    | Велика награда Штајерске         | Макс Верстапен | Луис Хамилтон   | Макс Верстапен  | Ред бул     |
| 9    | Велика награда Аустрије          | Макс Верстапен | Макс Верстапен  | Макс Верстапен  | Ред бул     |
| 10   | Велика награда Велике Британије  | Макс Верстапен | Серхио Перез    | Луис Хамилтон   | Мерцедес    |
| 11   | Велика награда Мађарске          | Луис Хамилтон  | Пјер Гасли      | Естебан Окон    | Алпин       |
| 12   | Велика награда Белгије           | Макс Верстапен | Никита Мазепин  | Макс Верстапен  | Ред бул     |
| 13   | Велика награда Холандије         | Макс Верстапен | Луис Хамилтон   | Макс Верстапен  | Ред бул     |
| 14   | Велика награда Италије           | Макс Верстапен | Данијел Рикардо | Данијел Рикардо | Макларен    |
| 15   | Велика награда Русије            | Ландо Норис    | Ландо Норис     | Луис Хамилтон   | Мерцедес    |
| 16   | Велика награда Турске            | Валтери Ботас  | Валтери Ботас   | Валтери Ботас   | Мерцедес    |
| 17   | Велика награда САД               | Макс Верстапен | Луис Хамилтон   | Макс Верстапен  | Ред бул     |
| 18   | Велика награда Мексика           | Валтери Ботас  | Валтери Ботас   | Макс Верстапен  | Ред бул     |
| 19   | Велика награда Бразила           | Валтери Ботас  | Серхио Перез    | Луис Хамилтон   | Мерцедес    |
| 20   | Велика награда Катара            | Луис Хамилтон  | Макс Верстапен  | Луис Хамилтон   | Мерцедес    |
| 21   | Велика награда Саудијске Арабије | Луис Хамилтон  | Луис Хамилтон   | Луис Хамилтон   | Мерцедес    |
| 22   | Велика награда Абу Дабија        | Макс Верстапен | Макс Верстапен  | Макс Верстапен  | Ред бул     |

### Систем бодовања
Бодови се додељују првих десет класификованих возача и возачу који је поставио најбржи круг током главне трке, и прва три у квалификацијама за спринт. Возач са најбржим кругом мора бити у првих 10 да би освојио бод. У случају изједначеног поена, користи се систем одбројавања где је возач са најбољим резултатом рангиран више, ако је најбољи резултат идентичан, сматра се следећи најбољи резултат. Бодови се додељују за сваку трку по следећем систему:
| Позиција             | 1  | 2  | 3  | 4  | 5  | 6 | 7 | 8 | 9 | 10 | НК |
| -------------------- | -- | -- | -- | -- | -- | - | - | - | - | -- | -- |
| Бодови               | 25 | 18 | 15 | 12 | 10 | 8 | 6 | 4 | 2 | 1  | 1  |
| Спринт квалификације | 3  | 2  | 1  |    |    |   |   |   |   |    |    |

### Возачи
| Место | Возaч            | БАХ | ЕМИ | ПОР | ШПА | МОН | АЗЕ | ФРА | ШТА | АУТ | ВБР | МАЂ | БЕЛ‡ | ХОЛ | ИТА | РУС | ТУР | САД | МЕК | БРА | КАТ | САУ | АБУ | Бодови |
| ----- | ---------------- | --- | --- | --- | --- | --- | --- | --- | --- | --- | --- | --- | ---- | --- | --- | --- | --- | --- | --- | --- | --- | --- | --- | ------ |
| 1.    | Макс Верстапен   | 2.  | 1.  | 2.  | 2.  | 1.  | Оду | 1.  | 1.  | 1.  | Оду | 9.  | 1.   | 1.  | Оду | 2.  | 2.  | 1.  | 1.  | 2.  | 2.  | 2.  | 1.  | 395.5  |
| 2.    | Луис Хамилтон    | 1.  | 2.  | 1.  | 1.  | 7.  | 15. | 2.  | 2.  | 4.  | 1.  | 2.  | 3.   | 2.  | Оду | 1.  | 5.  | 2.  | 2.  | 1.  | 1.  | 1.  | 2.  | 387.5  |
| 3.    | Валтери Ботас    | 3.  | Оду | 3.  | 3.  | Оду | 12. | 4.  | 3.  | 2.  | 3.  | Оду | 12.  | 3.  | 3.  | 5.  | 1.  | 6.  | 15. | 3.  | Оду | 3.  | 6.  | 226    |
| 4.    | Серхио Перез     | 5.  | 11. | 4.  | 5.  | 4.  | 1.  | 3.  | 4.  | 6.  | 16. | Оду | 19.  | 8.  | 5.  | 9.  | 3.  | 3.  | 3.  | 4.  | 4.  | Оду | Оду | 190    |
| 5.    | Карлос Саинз     | 8.  | 5.  | 11. | 7.  | 2.  | 8.  | 11. | 6.  | 5.  | 6.  | 3.  | 10.  | 7.  | 6.  | 3.  | 8.  | 7.  | 6.  | 6.  | 7.  | 8.  | 3.  | 164.5  |
| 6.    | Ландо Норис      | 4.  | 3.  | 5.  | 8.  | 3.  | 5.  | 5.  | 5.  | 3.  | 4.  | Оду | 14.  | 10. | 2.  | 7.  | 7.  | 8.  | 10. | 10. | 9.  | 10. | 7.  | 160    |
| 7.    | Шарл Леклер      | 6.  | 4.  | 6.  | 4.  | НК  | 4.  | 16. | 7.  | 8.  | 2.  | Оду | 8.   | 5.  | 4.  | 15. | 4.  | 4.  | 5.  | 5.  | 8.  | 7.  | 10. | 159    |
| 8.    | Данијел Рикардо  | 7.  | 6.  | 9.  | 6.  | 12. | 9.  | 6.  | 13. | 7.  | 5.  | 11. | 4.   | 11. | 1.  | 4.  | 13. | 5.  | 12. | Оду | 12. | 5.  | 12. | 115    |
| 9.    | Пјер Гасли       | Оду | 7.  | 10. | 10. | 6.  | 3.  | 7.  | Оду | 9.  | 11. | 5.  | 6.   | 4.  | Оду | 13. | 6.  | Оду | 4.  | 7.  | 11. | 6.  | 5.  | 110    |
| 10.   | Фернандо Алонсо  | Оду | 10. | 8.  | 17. | 13. | 6.  | 8.  | 9.  | 10. | 7.  | 4.  | 11.  | 6.  | 8.  | 6.  | 16. | Оду | 9.  | 9.  | 3.  | 13. | 8.  | 81     |
| 11.   | Естебан Окон     | 13. | 9.  | 7.  | 9.  | 9.  | Оду | 14. | 14. | Оду | 9.  | 1.  | 7.   | 9.  | 10. | 14. | 10. | Оду | 13. | 8.  | 5.  | 4.  | 9.  | 74     |
| 12.   | Себастијан Фетел | 15. | Оду | 13. | 13. | 5.  | 2.  | 9.  | 12. | Оду | Оду | ДИС | 5.   | 13. | 12. | 12. | 18. | 10. | 7.  | 11. | 10. | Оду | 11. | 43     |
| 13.   | Ланс Строл       | 10. | 8.  | 14. | 11. | 8.  | Оду | 10. | 8.  | 13. | 8.  | Оду | 20.  | 12. | 7.  | 11. | 9.  | 12. | 14. | Оду | 6.  | 11. | 13. | 34     |
| 14.   | Јуки Цунода      | 9.  | 12. | 15. | Оду | 16. | 7.  | 13. | 10. | 12. | 10. | 6.  | 15.  | Оду | НК  | 17. | 14. | 9.  | Оду | 15. | 13. | 14. | 4.  | 32     |
| 15.   | Џорџ Расел       | 14. | Оду | 16. | 14. | 14. | Оду | 12. | Оду | 11. | 12. | 8.  | 2.   | Оду | 9.  | 10. | 15. | 14. | 16. | 13. | 17. | Оду | Оду | 16     |
| 16.   | Кими Рејкенен    | 11. | 13. | Оду | 12. | 11. | 10. | 17. | 11. | 15. | 15. | 10. | 18.  | ППТ |     | 8.  | 12. | 13. | 8.  | 12. | 14. | 15. | Оду | 10     |
| 17.   | Николас Латифи   | Оду | Оду | 18. | 16. | 15. | 16. | 18. | 17. | 16. | 14. | 7.  | 9.   | 16. | 11. | Оду | 17. | 15. | 17. | 16. | Оду | 12. | Оду | 7      |
| 18.   | Антонио Ђовинаци | 12. | 14. | 12. | 15. | 10. | 11. | 15. | 15. | 14. | 13. | 13. | 13.  | 14. | 13. | 16. | 11. | 11. | 11. | 14. | 15. | 9.  | Оду | 3      |
| 19.   | Мик Шумахер      | 16. | 16. | 17. | 18. | 18. | 13. | 19. | 16. | 18. | 18. | 12. | 16.  | 18. | 15. | Оду | 19. | 16. | Оду | 18. | 16. | Оду | 14. | 0      |
| 20.   | Роберт Кубица    |     |     |     |     |     |     |     |     |     |     |     |      | 15. | 14. |     |     |     |     |     |     |     |     | 0      |
| 21.   | Никита Мазепин   | Оду | 17. | 19. | 19. | 17. | 14. | 20. | 18. | 19. | 17. | Оду | 17.  | Оду | Оду | 18. | 20. | 17. | 18. | 17. | 18. | Оду | ППТ | 0      |
| Место | Возaч            | БАХ | ЕМИ | ПОР | ШПА | МОН | АЗЕ | ФРА | ШТА | АУТ | ВБР | МАЂ | БЕЛ‡ | ХОЛ | ИТА | РУС | ТУР | САД | МЕК | БРА | КАТ | САУ | АБУ | Бодови |

- Значи да возач није завршио трку али је одвезао 90% трке
- ‡ Пола поена је додељено на Великој награди Белгије пошто је пређено мање од 75% предвиђене удаљености.

| Боја              | Резултат                                                  |
| ----------------- | --------------------------------------------------------- |
| Злато             | Победник                                                  |
| Сребро            | 2. место                                                  |
| Бронза            | 3. место                                                  |
| Зелена            | Завршио у бодовима                                        |
| Плава             | Није завршио у бодовима Није класификован (НКл)           |
| Љубичаста         | Одустао (Оду)                                             |
| Црвена            | Није се квалификовао (НКВ) Није се претквалификовао (НПК) |
| Црна              | Дисквалификован (ДИС)                                     |
| Бела              | Није кренуо (НК) Трка отказана (ТО)                       |
| Светло плава      | Завршио само тренинг (ЗСТ)                                |
| Светло плава      | Тест возач петком (ТВП) - од 2003. на даље                |
| Без боје          | Није завршио тренинг (НЗТ)                                |
| Без боје          | Избачен (ИЗ)                                              |
| Без боје          | Није стигао (НС)                                          |
| Без боје          | Повучен пре трке (ППТ)                                    |
| Анотација         | Значење                                                   |
| Суперскрипта број | Позиција за бодовање у спринту                            |
| Н                 | Најбржи круг                                              |

### Конструктори
| Место | Конструктор  | Бодови |
| ----- | ------------ | ------ |
| 1.    | Мерцедес     | 613.5  |
| 2.    | Ред бул      | 585.5  |
| 3.    | Ферари       | 323.5  |
| 4.    | Макларен     | 275    |
| 5.    | Алпин        | 155    |
| 6.    | Алфа Таури   | 142    |
| 7.    | Астон Мартин | 77     |
| 8.    | Вилијамс     | 23     |
| 8.    | Алфа Ромео   | 13     |
| 10.   | Хас          | 0      |